# Diocesi di Olba
La diocesi di Olba (in latino Dioecesis Olbiensis) è una sede soppressa del patriarcato di Antiochia e una sede titolare della Chiesa cattolica.

## Storia
Olba, identificabile con le rovine di Urua (o Oura) nei pressi di Silifke nell'odierna Turchia, è un'antica sede episcopale della provincia romana di Isauria nella diocesi civile d'Oriente. Faceva parte del patriarcato di Antiochia ed era suffraganea dell'arcidiocesi di Seleucia.
Sono diversi i vescovi conosciuti di questa sede. Eusebio prese parte al concilio di Costantinopoli del 381. Diaferonzio intervenne al concilio del 448 convocato a Costantinopoli dal patriarca Flaviano per condannare Eutiche; e si fece rappresentare al concilio di Calcedonia nel 451 dal metropolita Basilio di Seleucia. Paolo I sottoscrisse nel 458 la lettera dei vescovi dell'Isauria all'imperatore Leone I dopo la morte di Proterio di Alessandria. All'inizio del VI secolo sono noti due vescovi monofisiti: Paolo II, in difficili relazioni con il metropolita Solone di Seleucia e con Severo di Antiochia, che decise di sostituirlo con Teodoro. Infine un altro vescovo di nome Teodoro assistette al concilio ecumenico del 680 e fu tra i padri del concilio in Trullo del 691-692.
Nella Notitia episcopatuum del patriarcato di Antiochia della seconda metà del VI secolo, la diocesi è menzionata con il nome corrotto di Robe o Oroba, chiamata Oropus nelle traduzioni latine. Per un certo periodo, dopo l'occupazione araba di Antiochia, l'Isauria fu annessa al patriarcato di Costantinopoli. La diocesi di Olba appare nelle Notitiae Episcopatuum di questo patriarcato nel IX, nel X e nel XIII secolo.
Dal XVIII secolo Olba è annoverata tra le sedi vescovili titolari della Chiesa cattolica; la sede è vacante dal 18 settembre 1992.

## Cronotassi

### Vescovi greci
- Eusebio † (menzionato nel 381)
- Diaferonzio † (prima del 448 - dopo il 451)
- Paolo I † (menzionato nel 458)
  - Paolo II † (prima metà del VI secolo) (vescovo monofisita)
  - Teodoro I † (prima metà del VI secolo) (vescovo monofisita)
- Teodoro II † (prima del 680 - dopo il 692)

### Vescovi titolari
- Louis-François-Alexandre de Jarente de Senas d'Orgeval † (11 dicembre 1780 - 28 maggio 1788 succeduto vescovo di Orléans)
- Antonio Luis Gaona, O.S.Iacobi † (11 agosto 1800 - 1804 deceduto)
- Vasco José a Domina Nostra de Bona Morte Lobo, C.R.S.A. † (26 giugno 1805 - 1º giugno 1822 deceduto)
- Francis Patrick Moran † (22 dicembre 1871 - 11 agosto 1872 succeduto vescovo di Ossory)
- Stephanus Junák † (23 novembre 1875 - 3 settembre 1879 deceduto)
- Bernard Hermann Koeckemann, SS.CC. † (17 maggio 1881 - 22 febbraio 1892 deceduto)
- Charles-François Lasne, C.M. † (15 febbraio 1911 - 23 giugno 1927 deceduto)
- Louis-Justin Gumy, O.F.M.Cap. † (9 gennaio 1934 - 27 aprile 1941 deceduto)
- Augustine Danglmayr † (24 aprile 1942 - 18 settembre 1992 deceduto)